# 佐野信吉
佐野 信吉（さの のぶよし）は、安土桃山時代から江戸時代前期の大名。下野佐野藩主、後に改易。

## 生涯
豊臣秀吉の奉行衆富田一白（長家）の五男として生まれる。
天正20年（文禄元年:1592年）9月22日、佐野房綱の養嗣子となって佐野政綱と名を改め、佐野氏の家督を継ぐ。小田原の役によって佐野氏忠が追放された後、豊臣秀吉の宇都宮仕置によって一族の房綱が佐野氏の名代（当主代行）となったが、後日正式な当主を改めて擁立することになっており、房綱の奔走により政綱が佐野氏の養子として跡を継ぐことになった。同年、豊臣姓を下賜された。後年、秀吉より「吉」字の偏諱を受け信吉と改めた。
慶長5年（1600年）の関ヶ原の戦いでは東軍に与したため、戦後に所領を安堵された。
慶長19年（1614年）3月に江戸で火災が起きた際、自領の下野佐野から江戸に急行し消火作業に活躍するが、これが逆に無断参府として幕府に咎められた。豊臣家に縁深い大名が、江戸での変事にすぐに気付いて急行出来る場所に存在することを危険視されたと推察される。
伊予宇和島藩主の兄富田信高の改易に連座する形で、同年7月27日に改易され、嫡男の久綱とともに信濃松本藩主小笠原秀政に預かりの身となった。また、改易に関しては、1月に改易された大久保忠隣と縁者であったことや、大久保長安事件で死後処罰された大久保長安と親戚関係であったことにも連座したともされる。
元和8年（1622年）に赦免され、江戸に移ったが同年のうちに没した。